# ČSAD Ústí nad Orlicí

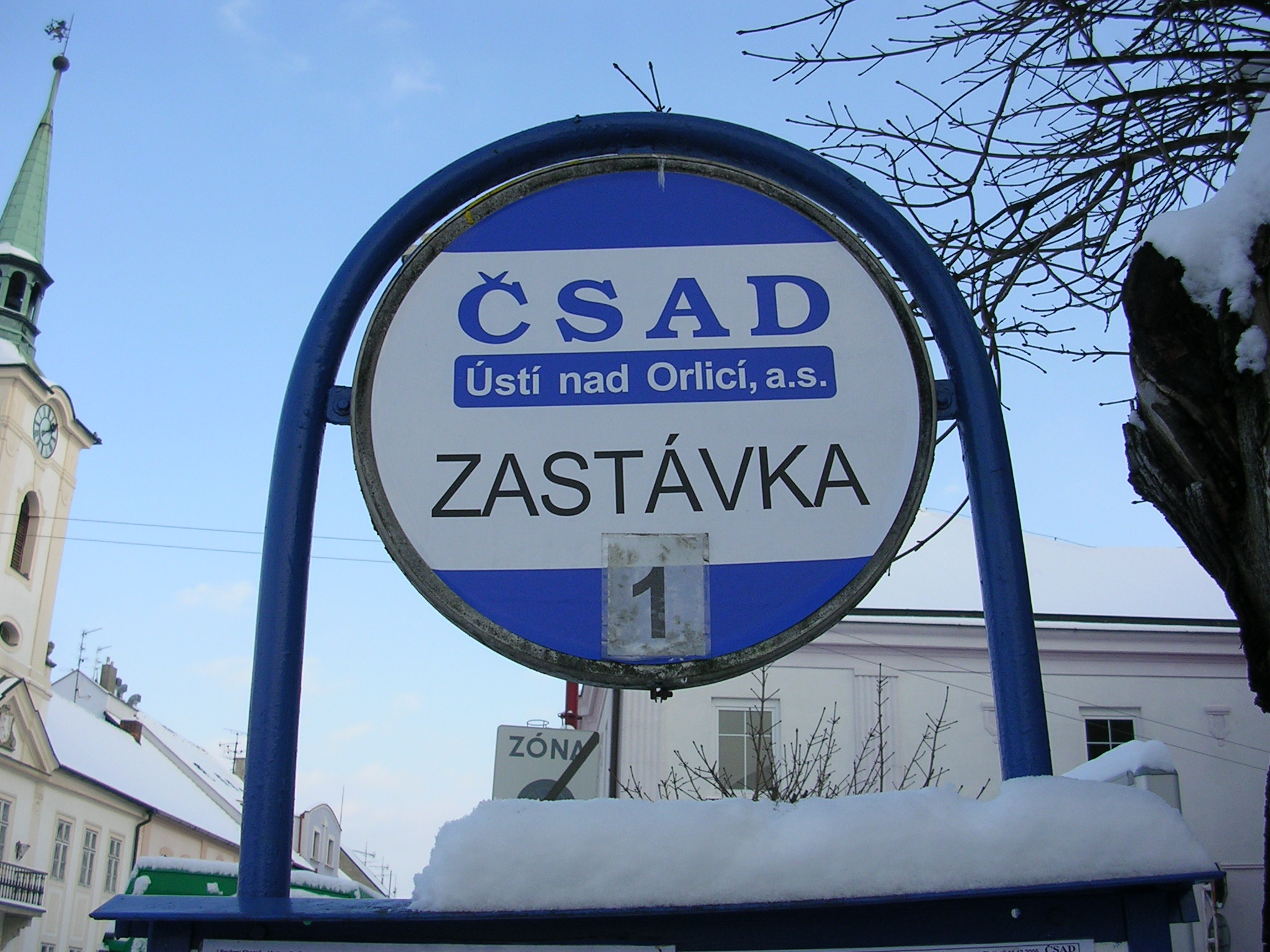
Označník zastávky v Kostelci nad Orlicí

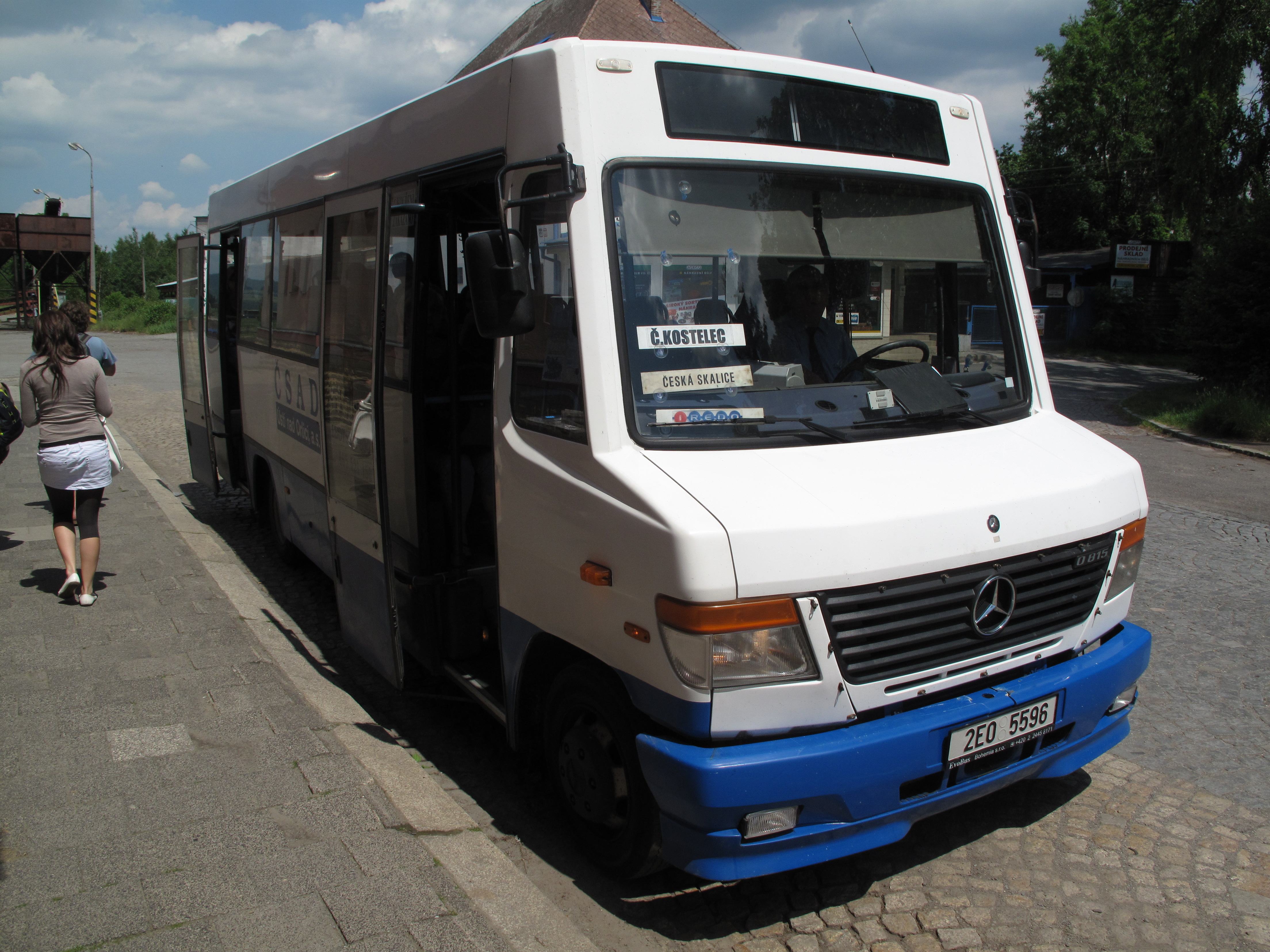
Midibus Mercedes-Benz v Červeném Kostelci, 2011

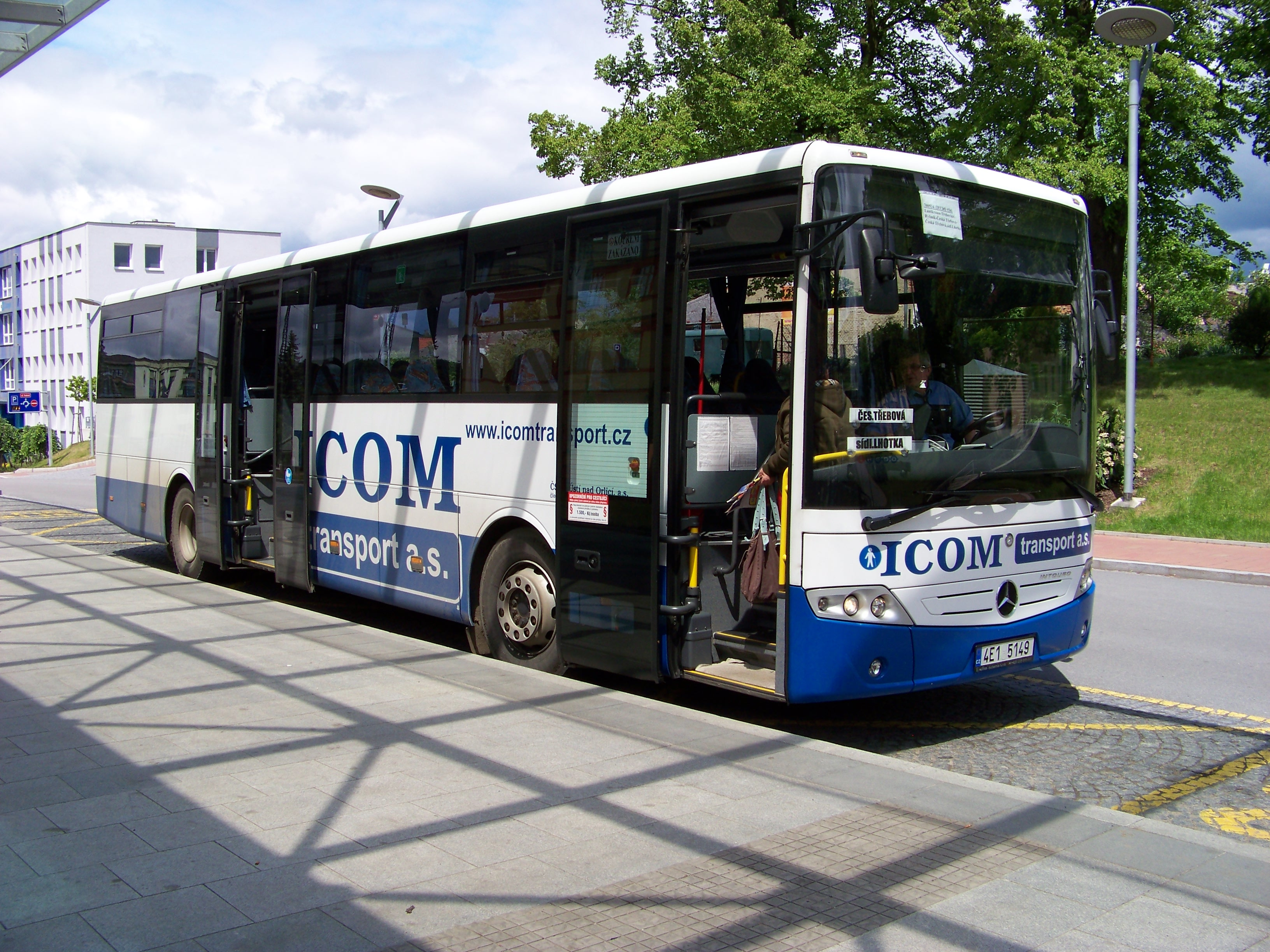
Autobus linky IREDO 934 v České Třebové

ČSAD Ústí nad Orlicí, a.s. je český autobusový dopravce se sídlem v Ústí nad Orlicí.

## Historie
Společnost byla založena 1. 1. 1994 pod názvem ČSAD BUS Ústí nad Orlicí, a.s. (užíván do 7. 10. 1997). Byla vytvořena na bázi dopravních závodů v Náchodě, Rychnově nad Kněžnou, Vysokém Mýtě a Svitavách autobusové divize státního podniku ČSAD s.p. Hradec Králové. Společnost měla v počátku střediska v Broumově, Jaroměři, Náchodě, Dobrušce, Rychnově nad Kněžnou, Vysokém Mýtě, Litomyšli, Ústí nad Orlicí, Lanškrouně, Moravské Třebové, Jevíčku, Svitavách a Poličce. Přímo tak navázala na historii zajišťování dopravní obslužnosti národním podnikem ČSAD, který vznikl v roce 1949.
Své podíly ve společnosti měly z počátku i obce v nichž společnost zajišťovala regionální dopravu. V polovině devadesátých let získal ve společnosti majoritní podíl Zdeněk Zemek prostřednictvím ČSAD Invest, který následně roku 2000, včetně podílu v ČSAD Jindřichův Hradec a.s., ČSAD Slaný, a.s. a ČSAD Benešov, a.s., prodal společnosti ICOM transport vlastněné Zdeňkem Kratochvílem a jeho rodinou.
V roce 2013 zajišťuje ČSAD Ústí nad Orlicí, a.s. základní dopravní obslužnost v Královéhradeckém a Pardubickém kraji. Dálkové komerční linky vyjíždí z východočeských měst a míří především do Prahy, Liberce, Brna, Ostravy, Jihlavy či Jeseníku. Společnost má provozovny v Ústí nad Orlicí (sídlo), Litomyšli, Jevíčku, Lanškrouně, Rychnově nad Kněžnou a pobočku v Náchodě, která spadá pod Rychnov nad Kněžnou.
Vozový park se skládá, stejně jako ostatních společností koncernu ICOM Transport, především z vozů Mercedes-Benz, konkrétně řady Conecto Ü a Intouro druhé generace. Na podzim roku 2013 přibylo do vozového parku ČSAD Ústí nad Orlicí 17 vozů Iveco Crossway, které jezdí převážně na linkách v okolí Vysokého Mýta, kde se tyto vozy vyrábějí. V roce 2015 převzal 6 nových nízkopodlažních autobusů citaro a podepsal smlouvu na dodej 140 vozů Setra 415 LE Bussiness.